# Enrique P. Lessa
Enrique Pablo Lessa Gallinal (* 16. März 1956 in Montevideo) ist ein uruguayischer Biologe. Seine Forschungsschwerpunkte sind die Evolutionsbiologie und die Mammalogie, insbesondere die Gattung der Kammratten (Ctenomys).

## Leben
Lessa ist der Sohn von Enrique Lessa Zumarán und Graciela Gallinal Artagaveytía. 1976 begann er ein Studium der Biowissenschaften an der Universidad de la República, wo er 1981 die Licenciatura erwarb. Von 1983 bis 1987 studierte er an der New Mexico State University in Las Cruces, wo er unter der Leitung von Charles S. Thaeler, Jr. mit der Dissertation Functional morphology and allometry of the digging apparatus of pocket gophers (Rodentia, Geomyidae) zum Ph.D. in den Biowissenschaften promoviert wurde. Von 1987 bis 1992 folgte eine Postdoktorandenphase an der University of California, Berkeley in den Ausrichtungen Evolutionsbiologie und Evolution der Säugetiere. Im Januar 1987 erhielt er eine Forschungsstelle im Fachbereich Biologie an der Universidad de la República. Seit März 1988 ist er Honorarforscher. Seit April 1994 ist er ordentlicher Professor an der Fakultät für Naturwissenschaften der Universidad de la República im Fachbereich Evolution. Seit März 2005 ist er außerordentlicher Professor an der University of New Mexico.
1992 gründete Lessa ein eigenes Labor, das sich verschiedenen Aspekten der Evolution und Systematik von Wirbeltieren widmet, wobei der Schwerpunkt auf Säugetiere liegt. Seine Studien richten sich in der Regel auf die Untersuchung von Aspekten der Biologie von Organismen, Arten und phylogenetischen Gruppen. Hierbei verwendet er häufig molekulare Daten. Seine Forschung umfasst üblicherweise Feldarbeiten sowie die Vorbereitung von Museumsproben (Häute, Skelette und Gewebe) und Laborarbeiten, die hauptsächlich auf die DNA-Sequenzierung ausgerichtet sind. Ferner nutzt er die Werkzeuge der Phylogenetik und der Populationsgenetik, um Hypothesen auf der Grundlage von molekularen und anderen Daten zu generieren und zu testen.
Zu Lessas Hauptprojekten zählen populationsgenetische, molekularphylogenetische und morphologische genetische Ansätze zur Erforschung der Evolution bei unterirdisch lebenden Nagetieren, insbesondere den Kammratten (Ctenomys). Diese Gattung bietet für Lessas Team ein Modell für die Untersuchung von evolutionären Prozessen, weil sie eine unterirdische Nische erobert haben und somit einen unterschiedlichen Grad an Spezialisierung aufweisen, weil sie nahe mit den Trugratten verwandt sind, einen reichhaltigen Fossilienbestand haben, verschiedene Arten von Sozialstrukturen zeigen und weil sie als Fall einer explosiven Artbildung angesehen werden.
1983 beschrieb Lessa gemeinsam mit Alfredo Langguth die Pearson-Kammratte (Ctenomys pearsoni) und im Jahr 2002 in Zusammenarbeit mit Federico G. Hoffmann und Margaret F. Smith die Cook-Grabmaus (Oxymycterus josei).
2007 war Lessa neben Douglas A. Kelt, Jorge Salazar-Bravo und James L. Patton Mitverfasser des Buches The Quintessential Naturalist: Honoring the Life and Legacy of Oliver P. Pearson über den US-amerikanischen Mammalogen Oliver P. Pearson (1915–2003).
Lessa ist Mitglied der American Society of Mammalogists. Von 2021 bis 2023 wurde er zum Präsidenten dieser Gesellschaft gewählt.

## Auszeichnungen und Dedikationsnamen
1999 erhielt Lessa ein Guggenheim-Stipendium. 2010 wurde er mit dem Joseph Grinnell Award der American Society of Mammalogists ausgezeichnet. 2014 ehrten Scott Lyell Gardner, Jorge Salazar-Bravo und Joseph A. Cook Lessa im Artepitheton der Lessa-Kammratte (Ctenomys lessai).